# Alfred Proksch (Grafiker)
Alfred Proksch (* 11. Dezember 1908 in Wien; † 3. Jänner 2011 ebenda) war ein österreichischer Grafiker, Illustrator, Maler und Leichtathlet.

## Kindheit und Jugend
Alfred Proksch wurde 1908 als Sohn des aus Prag stammenden Ignaz Proksch und der aus Wien stammenden Henriette Gaugusch in Wien-Hernals geboren. Prokschs Vater war als Sekretär des Fürsten Schwarzenberg und als Kaufmann tätig. Nach dem Ersten Weltkrieg lebte die Familie zunächst in ärmlichen Verhältnissen, gelangte jedoch bald zu erheblichem Wohlstand.
Nach der Volksschule gingen Proksch und seine vier Brüder in Bad Goisern und in Waidhofen an der Ybbs auf Internatsschulen. Das große zeichnerische Talent von Proksch zeigte sich bereits als Schüler, und schon als 15-Jähriger verdiente er Geld mit Illustrationen für Verlage und das Wiener Magazin, die er unter dem Pseudonym Fedor Broskow  anfertigte. Es folgte ein Volontariat im Atelier Zentrum des Malers und Grafikers Fritz Bernhard. Hier war er vor allem in der Plakatgestaltung tätig und lernte Joseph Binder kennen, der sein Atelier in unmittelbarer Nachbarschaft hatte. Darüber hinaus arbeitete er immer wieder im Werbeatelier des traditionsreichen Kaffeeunternehmens Julius Meinl, das zu jener Zeit Otto Exinger leitete. 1926/1927 besuchte Proksch die Wiener Kunstgewerbeschule, wo er bei Rudolf von Larisch Typografie studierte, und besuchte Zeichenkurse an der Akademie der bildenden Künste.

## Tätigkeit als Grafikdesigner
1927 machte sich Proksch mit einem eigenen Atelier selbstständig und trat – mit nur 19 Jahren – als eines der ersten zehn Mitglieder dem Bund Österreichischer Gebrauchsgraphiker (heute Design Austria) bei. Als die Weltwirtschaftskrise von 1929 seine Familie in finanzielle Schwierigkeiten stürzte und sich die Auftragslage im Bereich der angewandten Grafik in Wien drastisch verschlechterte, ging Alfred Proksch nach Berlin und arbeitet dort ein Jahr lang als Illustrator, unter anderem für die Zeitschrift Uhu des Ullstein-Verlags. Doch auch in Berlin war die Auftragslage für Grafikdesigner schlecht, so dass er nach Wien zurückkehrte, wo er als Werbegrafiker im hauseigenen Atelier des Schuhfabrikanten Hermes (später Regent) tätig wurde, für den er Plakate und Schaufensterdekorationen entwarf.
Im Jahr 1933 heiratete Proksch Ida Moser, die als Modedesignerin und Mannequin in Wien arbeitete. Er trat März 1933 der SS (SS-Nummer 302.462) sowie zum 15. desselben Monats der NSDAP bei (Mitgliedsnummer 1.522.439) und war nach dem Anschluss an der „Arisierung“ des Schuhpalastes Hermes beteiligt. Während des Zweiten Weltkriegs war er 1940 im Ghetto Litzmannstadt (Łódź) im Einsatz, 1941 im SD-Umsiedlungs-Stab in der Untersteiermark in Marburg (Maribor), und 1941/42 war er Abteilungsleiter, ab 1944 im Rang eines SS-Untersturmführers, im „Bandeneinsatz“ gegen Partisanen. Während des Zusammenbruchs von Nazi-Deutschland kam er zurück nach Österreich und versteckte sich zunächst im Waldviertel und später bei Spitz in der Wachau, um der sowjetischen Kriegsgefangenschaft zu entgehen. Während dieser Zeit schlug er sich mit Gelegenheitsaufträgen als Porträtzeichner durch. In der Nachkriegszeit kam er mit seinen inzwischen vier Kindern zunächst bei Freunden in Eichgraben bei Wien unter. 1947 nahm Proksch seine Tätigkeit als selbstständiger Grafikdesigner wieder auf und arbeitete für Regent, so wie für Bally, Humanic und für Schmitt Schuhe. Anfang der 1960er Jahre wurde er Präsident des Bundes Österreichischer Gebrauchsgraphiker, wo er sich vor allem für die Anerkennung des Grafikdesigns als eigenschöpferische kreative Tätigkeit bei Finanzämtern und Behörden einsetzte. 1963 nahm er an der Gründungsversammlung des Weltdachverbandes für Grafikdesign und visuelle Kommunikation ICOGRADA teil und organisierte mit der VISCOM 71 den ersten internationalen Grafikdesign-Kongress in Wien.
Bis zum 70. Lebensjahr arbeitete Proksch aktiv als Grafikdesigner. 1967 wurde ihm der Titel Professor verliehen. Darüber hinaus war er Ehrenpräsident auf Lebenszeit von Design Austria.  Von seinen zahlreichen ausgezeichneten Plakaten wurden mehrere in die grafische Sammlung der Albertina aufgenommen. 
Am 13. März 2014 aberkannte die Design Austria in einer Generalversammlung seine Ehrenmitgliedschaft aufgrund seiner Nationalsozialistischen Vergangenheit und Kriegsverbrechen, welche erst nach seinem Tod in einem Artikel des Magazin Profil vom 19. März 2012 publiziert wurden.

## Künstlerische Arbeit
Neben der zielgebundenen Gebrauchsgrafik interessierte Proksch schon früh auch die künstlerische Grafik, insbesondere die figürliche Darstellung. Seine frühen Arbeiten in diesem Bereich aus den 30er Jahren standen mit einer klaren und ruhigen aber einprägsamen Linienführung im Einfluss der Neuen Sachlichkeit. Mit Beginn der Nachkriegszeit wurde sein Stil expressiver und wies Parallelen zur Entwicklung von Kokoschka und Schiele auf. Während seiner beruflichen Tätigkeit als Grafikdesigner in der Nachkriegszeit fand Proksch kaum noch Gelegenheit für freie Arbeiten, erst seit den 90er Jahren widmet er sich wieder intensiv dem künstlerischen Schaffen, wobei hier erneut der Mensch in Form von Porträts und Aktstudien im Vordergrund steht. Die in Rötel, Kohle oder Farbkreide gezeichneten Werke weisen eine markante, dynamische Handschrift auf, die sich durch zahllose kurze, sich teilweise überlagernde Linien auszeichnet und zum expressiven Realismus gezählt werden kann.  Seine Arbeiten wurde bereits in mehreren Ausstellungen in Wien gezeigt, zuletzt zusammen mit Werken seines Sohns, des Wiener Grafikers und Malers Peter Proksch.

## Sportliche Erfolge
Wie bereits sein Vater Ignaz Proksch – Mitbegründer des Wiener Sport-Clubs –, war auch Alfred Proksch bereits in jungen Jahren in verschiedenen Leichtathletikdisziplinen sportlich aktiv. Mit 17 Jahren wurde er Wiener Jugendmeister im Stabhochsprung. In der Folge entwickelte er sich zu einem der erfolgreichsten europäischen Stabhochspringer der 30er Jahre. Er verbesserte den österreichischen Rekord insgesamt achtmal – wobei sein letzter Rekord von 4,11 m, erzielt in London, 15 Jahre hielt – und nahm an den Olympischen Spielen 1936 in Berlin teil, wo er den sechsten Platz belegte.  Von 1955 bis 2005 war er Präsident des Vienna Cricket and Football-Club. Mit über 100 Jahren war er das älteste Mitglied des Österreichischen Leichtathletik-Verbands und nahm in den letzten Jahren erfolgreich an zahlreichen World-Masters-Athletics-Meisterschaften im Speerwurf, Diskuswurf und Kugelstoßen teil.

### Masters-Medaillen
Masters-EM in Athen 1994 :
- Diskus, 20,94 m; Gold

Masters-WM in Buffalo 1995 :
- Diskus; 22,38 m; Silber

Masters-WM in San Sebastian 2005 :
- Kugel; 3,65 m; Gold
- Diskus; 10,53 m; Gold
- Speer; 5,17 m; Gold

Masters-EM in Posen 2006 :
- Diskus 9,76 m; Gold
- Kugel; 4,29 m; Gold
- Speer; 5,87 m; Gold

Masters-Hallen-EM in Helsinki 2007 :
- Diskus; 9,87 m; Gold
- Kugel; 4,53 m; Gold

Masters-WM in Riccione 2007 :
- Diskus; 10,22 m; Gold

Masters-Hallen-WM in Clermont-Ferrand 2008 :
- Diskus; 8,51 m; Gold
- Kugel; 3,87 m; Gold

Masters-WM in Lahti 2009 :
- Diskus; 5,61 m; Gold
- Kugel; 2,84 m; Gold

## Filme
- Herbstgold (2010), ein Film von Jan Tenhaven, porträtiert Alfred Proksch und vier weitere Seniorensportler, die das gemeinsame Ziel haben, an den Masters-Meisterschaften 2009 in Lahti, Finnland, teilzunehmen.